# Turbonilla asuncionis
Turbonilla asuncionis är en snäckart som beskrevs av Strong 1949. Turbonilla asuncionis ingår i släktet Turbonilla och familjen Pyramidellidae. Inga underarter finns listade i Catalogue of Life.